# Sumik pancerny
Sumik pancerny (Callichthys callichthys) – gatunek słodkowodnej, subtropikalnej ryby sumokształtnej z rodziny kiryskowatych (Callichthyidae). Poławiany na niewielką skalę w celach konsumpcyjnych oraz dla potrzeb akwarystyki.

## Zasięg występowania
Pospolity w rejonach Ameryki Południowej położonych na północ od Buenos Aires. Można odnaleźć go we wszystkich większych rzekach tego kontynentu, włączając w to Amazonkę oraz cały system rzeczny Paragwaju. Wysunięte najbardziej na północ wystąpienia gatunku miały miejsce w Trynidadzie.

## Opis
Rodzinę kiryskowatych, do której zaliczany jest sumik pancerny wyróżnia występowanie dwóch rzędów nakładających się na siebie kostnych płytek, widocznych na obu stronach ciała. Pęcherz pławny znajduje się w kostnej puszce. Otwór gębowy jest mały, dolnie położony, z widoczną 1 lub 2 parami dobrze rozwiniętych wąsików. Wszyscy przedstawiciele tej rodziny mają zdolność oddychania powietrzem atmosferycznym, wykorzystując do tego celu jelito, które okresowo może pełnić rolę organu oddechowego. Płetwy piersiowe i grzbietowa posiadają mocny promień tworzący kolec. Na kolcu oparta jest również płetwa tłuszczowa. 
Callichthys callichthys jest gatunkiem typowym dla rodzaju Callichthys. Jest rybą denną, występującą w wodach słodkich o temperaturach mieszczących się w przedziale 18–28 stopni Celsjusza. Osobniki nie przekraczają zwykle 20 cm długości i 80 gramów masy ciała. Samice są zwykle większe od samców, o ciele oliwkowozielonym. Samce o ubarwieniu jaśniejszym od samic, z nieznacznie zabarwioną na niebiesko lub fioletowo boczną stroną ciała. Płetwy piersiowe samców są bardziej rozwinięte niż samic, są czerwonobrązowe z pomarańczową lub czerwono-pomarańczową obwódką. Ryby te można znaleźć w środowiskach ekstremalnych, o praktycznie zerowej zawartości tlenu rozpuszczonego w wodzie, jak i w wolno płynących strumieniach i rzekach. Jeżeli biotop staje się zbyt suchy mogą przemieszczać się po lądzie w poszukiwaniu innego zbiornika wodnego.

## Ekologia
Sumik pancerny żyje w wodach słodkich klimatu subtropikalnego. Można znaleźć go w wodach o temperaturze pomiędzy 18 a 28 °C, twardości 0–30 dGH i pH w granicach 5,8–8,3. Zasięg gatunku obejmuje  środowiska od skrajnie beztlenowych (stojące wody o bardzo gęstej roślinności) po lekko mętne lecz wolno płynące strumienie i rzeki. 
Główne źródło pożywienia stanowią mniejsze ryby, owady oraz martwa materia organiczna. Ryba ta żeruje nocą. Osobniki młodociane żywią się przedstawicielami typu Rotifera, małymi skorupiakami oraz larwami owadów, które znajdują kopiąc w podłożu. Gatunek ten cechują niecodzienne zwyczaje godowe. Na czas okresu rozrodczego brzuszna strona ciała samca przybiera pomarańczowy kolor, a promienie jego płetw piersiowych stają się dłuższe i grubsze. Samiec buduje gniazdo składające się z tworzonych przez niego bąbelków, które wydmuchuje przez otwór gębowy. Tak utworzone gniazdo przytwierdzone jest do pływającej rośliny lub liścia. Po złożeniu w nim przez samicę jaj (do 120) samiec zaciekle go broni, aż do czasu wyklucia się młodych, co następuje zwykle po 4 do 6 dni.

## Znaczenie gospodarcze
C. callichthys ma niewielkie znaczenie gospodarcze, w małych ilościach poławiany jest w celach konsumpcyjnych, bywa natomiast hodowany w akwariach, zwykle w grupach powyżej 5 osobników. Jest to gatunek chętnie pozyskiwany ze względu na niskie wymagania żywieniowe i środowiskowe.